# Kosa (alat)
Kòsa je ručni poljoprivredni alat za košnju trave i žitarica. Kosa je nastala u antičko doba i dugo je bila najvažniji alat za košnju. Tijekom tisućljeća dobila je najrazličitije oblike.

## Kosa za košnju trave
Kosa za košnju trave se oblikovala u skladu s potrebama. Kosac treba drugačiju kosu na ravnoj livadi, na strmoj padini i drugačiju za djetelinu nego za visoku travu s jakim stabljikama. Duljina kose je između 40 i 120 cm te je u izvjesnom omjeru s kutem što ga čine kosa i kosište. Što je dulja kosa tim više mora biti kut zatvoren.